# Ermita de Nuestra Señora de la Misericordia (Salamanca)
La ermita de Nuestra Señora de la Misericordia de Salamanca es un capilla del siglo XIV. El edificio está incluido en la Lista Roja de Patrimonio elaborada por Hispania Nostra,debido a su mal estado de conservación.

## Localización
Se encuentra en el centro de la ciudad de Salamanca, más concretamente en la Plaza de San Cristóbal. Es una de las zonas más históricas de la ciudad, frente a esta ermita la Iglesia Románica de San Cristóbal, la cual también es de gran relevancia histórico-artística.

## Historia

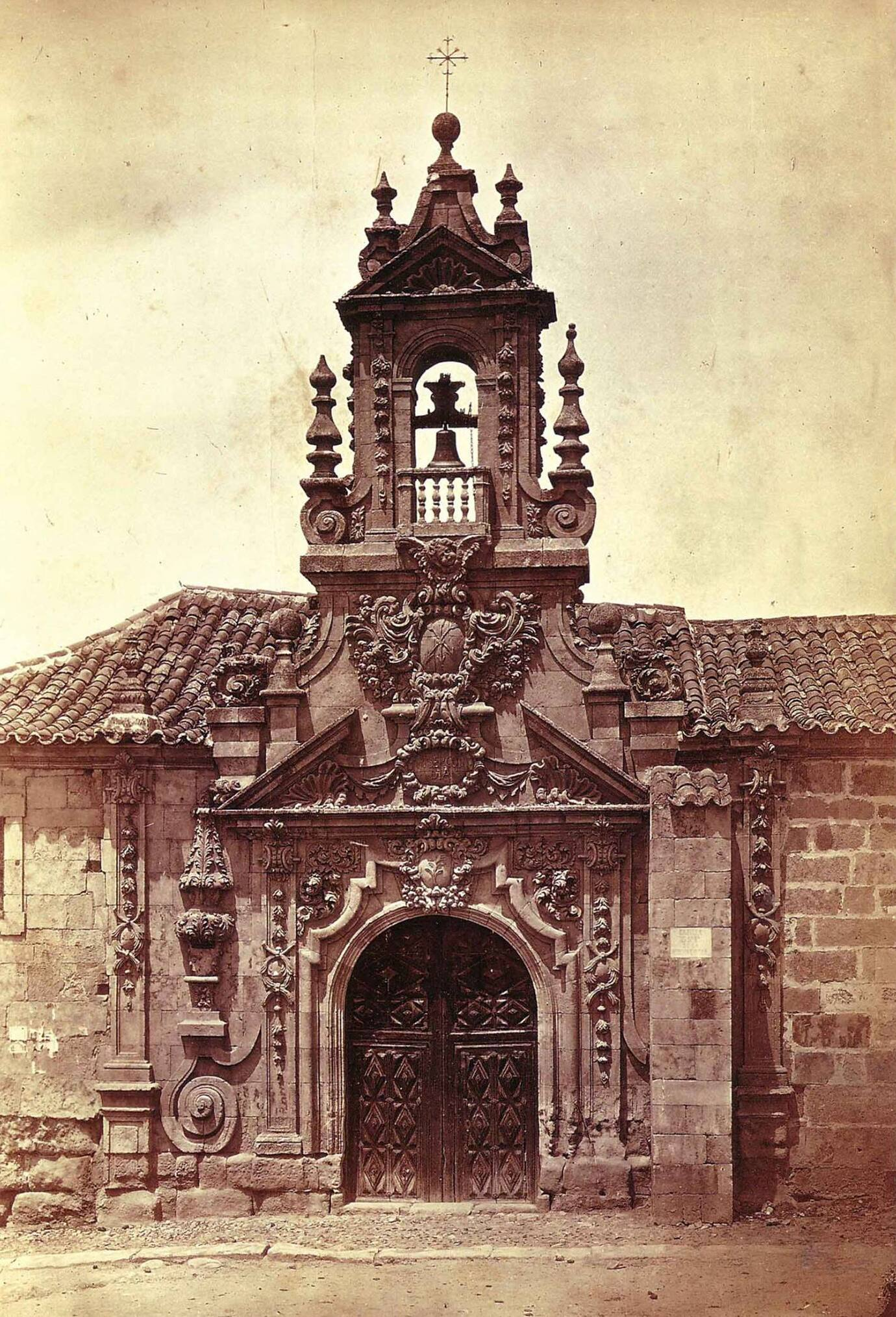
Aspecto de la ermita de la Misericordia en fotografía de 1863

La Ermita de Nuestra Señora de la Misericordia se construyó en 1389, al donar Doña Sancha Díaz en su testamento “una casa para edificar un albergue u hospital con la función de atender a romeros y peregrinos”, hasta que en época de Felipe II, más concretamente en 1518, omitió su función de hospital como consecuencia de la unión hospitalaria en la que más de una veintena de pequeños hospitales de toda la ciudad quedaron integrados en solo dos: el Hospital General de la Santísima Trinidad y el Hospital de Santa Blanca.

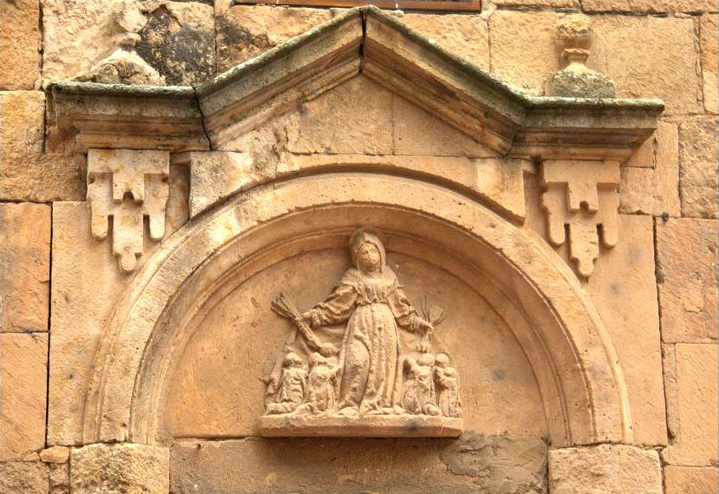
Relieve de la Virgen de la Misericordia

Más tarde, bajo el amparo de la Cofradía de Nuestra Señora de la Misericordia, comenzó a atender y auxiliar a los reos sentenciados a muerte, hasta el siglo XIX. Su principal objetivo era consolar a los presos condenados a muerte antes de su sentencia. Una vez eran ajusticiados, la cofradía era la encargada de recoger el cadáver y darle un entierro en la capilla. 
Entrado ya el siglo XX, el Obispado cede a la Unión Ferroviaria y Obrera el edificio para oficiar sus actos. A mediados de ese mismo siglo su uso vuelve a cambiar, y es utilizada como cine parroquial del Colegio de San José, hasta que más tarde durante los años 70 se establece en ella una imprenta. 
Actualmente, siendo propiedad de la diócesis de Salamanca, la institución eclesiástica ha llegado a un acuerdo de alquiler con una gestora que mantendrá la imagen del edificio, pero su usó será destinado a apartamentos turísticos. 

## Descripción del Bien y Estado Actual de Conservación
La capilla está construida con sillares de piedra de Villamayor , un material de gran valor histórico-artístico para la ciudad.
Las portadas actuales son una plateresca del siglo XVI y otra barroca del siglo XVIII , esta última con una gran decoración y atribuida a Andrés García de Quiñones, artista que trabajó en proyectos muy importantes de la ciudad de Salamanca, como la Plaza Mayor o el Colegio de la Compañía de Jesús, actual Universidad Pontificia de la Ciudad. En la pequeña portada plateresca se encuentra una representación en alto relieve de la Virgen de la Misericordia.

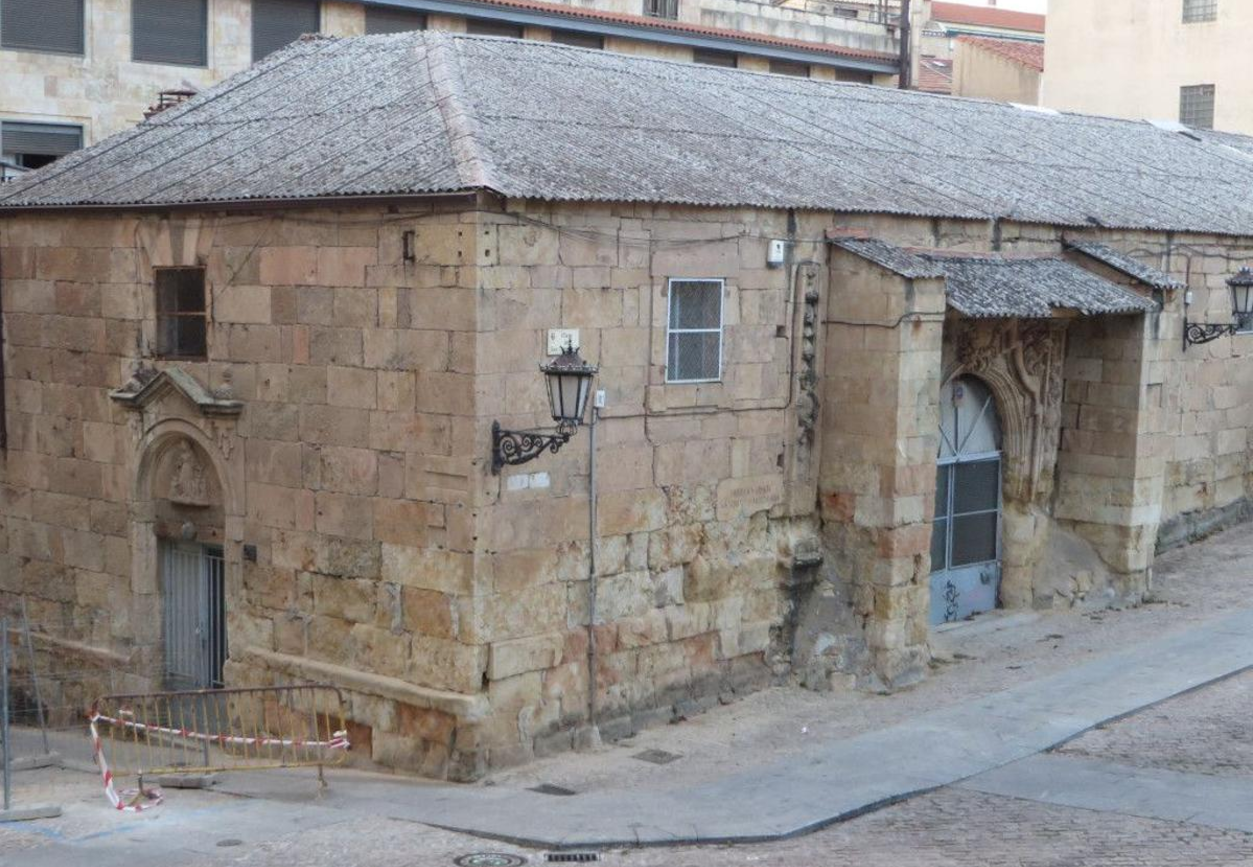
Estado actual de la capilla de Nuestra Señora de la Misericordia

Contaba con una espadaña churrigueresca, que fue añadida a finales del siglo XVII- principios del XVIII, aunque en 1916 fue trasladada a la iglesia Vieja de Pizarrales.
El estado de conservación de este edificio es pésimo, con graves marcas del paso del tiempo, humedad, erosión y restos de los diversos usos que ha tenido la ermita. Los muros sufren un fuerte proceso de arenización y cuentan con añadidos posteriores de cemento, al igual que el techado actual que es de uralita, material actualmente prohibido.
La imagen de la Virgen que se veneraba en la ermita se encuentra actualmente las traseras de la capilla del Cristo de los Milagros de la iglesia de Sancti Spiritus.